# أولاد نادر (أولاد بوبكر)
أولاد نادر هو دُوَّار يقع بجماعة أولاد كناو، إقليم بني ملال، جهة بني ملال خنيفرة في المملكة المغربية. ينتمي الدوّار لمشيخة أولاد بوبكر التي تضم 7 دواوير. يقدر عدد سكانه بـ 1048 نسمة حسب الإحصاء الرسمي للسكان والسكنى لسنة 2004.

## روابط خارجية
- البوابة الوطنية للجماعات الترابية
- المندوبية السامية للتخطيط